# Catadelpha
Catadelpha är ett släkte av fjärilar. Catadelpha ingår i familjen nattflyn.
Kladogram enligt Catalogue of Life:
| Catadelpha | \| \| Catadelpha foveata \| \| \| \| \| \| Catadelpha sabada \| \| \| \| |
|            | \| \| Catadelpha foveata \| \| \| \| \| \| Catadelpha sabada \| \| \| \| |
|            | Catadelpha foveata                                                       |
|            |                                                                          |
|            | Catadelpha sabada                                                        |
|            |                                                                          |